# آيت فاسكا (بن صميم)
آيت فاسكا هي إحدى مشيخات المملكة المغربية، تتبع جغرافيا لإقليم إفران وإداريًا لبن صميم. يقدر عدد سكانها بـ 9116 نسمة حسب الإحصاء الرسمي للسكان والسكنى لسنة 2004.